# Vasalemma (stacja kolejowa)
Vasalemma (est: Vasalemma raudteejaam) – stacja kolejowa w Vasalemma, w prowincji Harjumaa, w Estonii.
Znajduje się na linii szerokotorowej Keila – Turba, 37,5 km od dworca kolejowego w Tallinnie. Położona jest pomiędzy przystankami Kibuna i Kulna.
Stacja składa się z jednego peronu o długości 204 m. Przewoźnik Elektriraudtee obsługuje przystanek na trasie Tallinn-Riisipere.